# .sr
.sr је највиши Интернет домен државних кодова (ccTLD) за Суринам. У Србији била је популарна регистрација под бесплатним другостепеним доменом .co.sr, који више не постоји. Такође, другостепени домен rs.sr, је био популаран у Републици Српској. Наиме фирма која је вршила регистрацију rs.sr представљала је овај домен као алтернативу .ba домену и пропагирала увођење .rs домена за Републику Српску. Од када је Србији додељен .rs фирма је одустала од своје замисли и прекинула регистрацију rs.sr домена.